# 1-Bromdecan
1-Bromdecan ist eine chemische Verbindung aus der Gruppe der aliphatischen, gesättigten Halogenkohlenwasserstoffe.

## Gewinnung und Darstellung
1-Bromdecan kann durch Reaktion von 1-Decanol mit Bromwasserstoffsäure und Schwefelsäure gewonnen werden.

## Eigenschaften
1-Bromdecan ist eine brennbare, schwer entzündbare, farblose Flüssigkeit, die praktisch unlöslich in Wasser ist.

## Verwendung
1-Bromdecan wird für organische Synthesen (zum Beispiel Decanal, allgemein zur Einführung der Decylgruppe) verwendet.